# Malacopteron palawanense
La tordina de Palawan (Malacopteron palawanense) es una especie de ave paseriforme en la familia Pellorneidae, habitante endémico de las Filipinas.

## Distribución y hábitat
Habita en la isla de Palawan, Balabac y otras islas menor cercanas, en el archipiélago de Filipinas entre el mar de la China y el océano Pacífico. Su hábitat natural son los bosques húmedos tropicales de tierras bajas. Se encuentra amenazada por pérdida de hábitat.